# Maylandia pursa
Maylandia pursa är en fiskart som först beskrevs av Stauffer, 1991.  Maylandia pursa ingår i släktet Maylandia och familjen Cichlidae. IUCN kategoriserar arten globalt som sårbar. Inga underarter finns listade i Catalogue of Life.